# Carla Rivarola
Carla Rivarola (née le septembre 1992) est une chanteuse et compositrice mexicano-argentine de rock,,,.

## Biographie
Carla Rivarola commence sa carrière musicale avec le projet Iranti, dans lequel elle interprète de la musique en anglais et avec lequel elle sort un album, Origami,. Après quelques années à se produire sous ce nom de scène, elle décide de prendre son propre nom et de commencer à écrire et produire l'album Médula Silvestre, ce qui lui prend quatre ans. Ave del horror, une production de 2018, est produite par Mike Brie et masterisée par Marco A. Ramírez, lauréat d'un Latin Grammy, à Los Angeles. Le clip de la chanson est réalisé par Marcelo Quiñones.
En 2019, elle décide d'arrêter de jouer dans des forums de concerts ou des bars pour donner des concerts dans des maisons et des salles privées. Médula Silvestre est bien accueilli, elle crée et enregistre donc son deuxième album, Lucha o fuga, qu'elle a enregistré pendant plusieurs mois dans sa maison à Mexico. Sa chanson La llave de mi casa est incluse dans le décompte des 100 chansons de 2020 sur Reactor 105.7. 

## Discographie

### Albums studio
- 2015 : Origami  (sous le nom d'Iranti)
- 2019 : Médula Silvestre (indépendant)
- 2020 : Lucha o fuga (Casete)

### Singles
- 2018 : Fantástica
- 2018 : Ave del horror
- 2018 : Médula silvestre
- 2020 : Ratonzuelo
- 2020 : La llave de mi casa
- 2020 : Era la ranchera